# Janusz Korczak

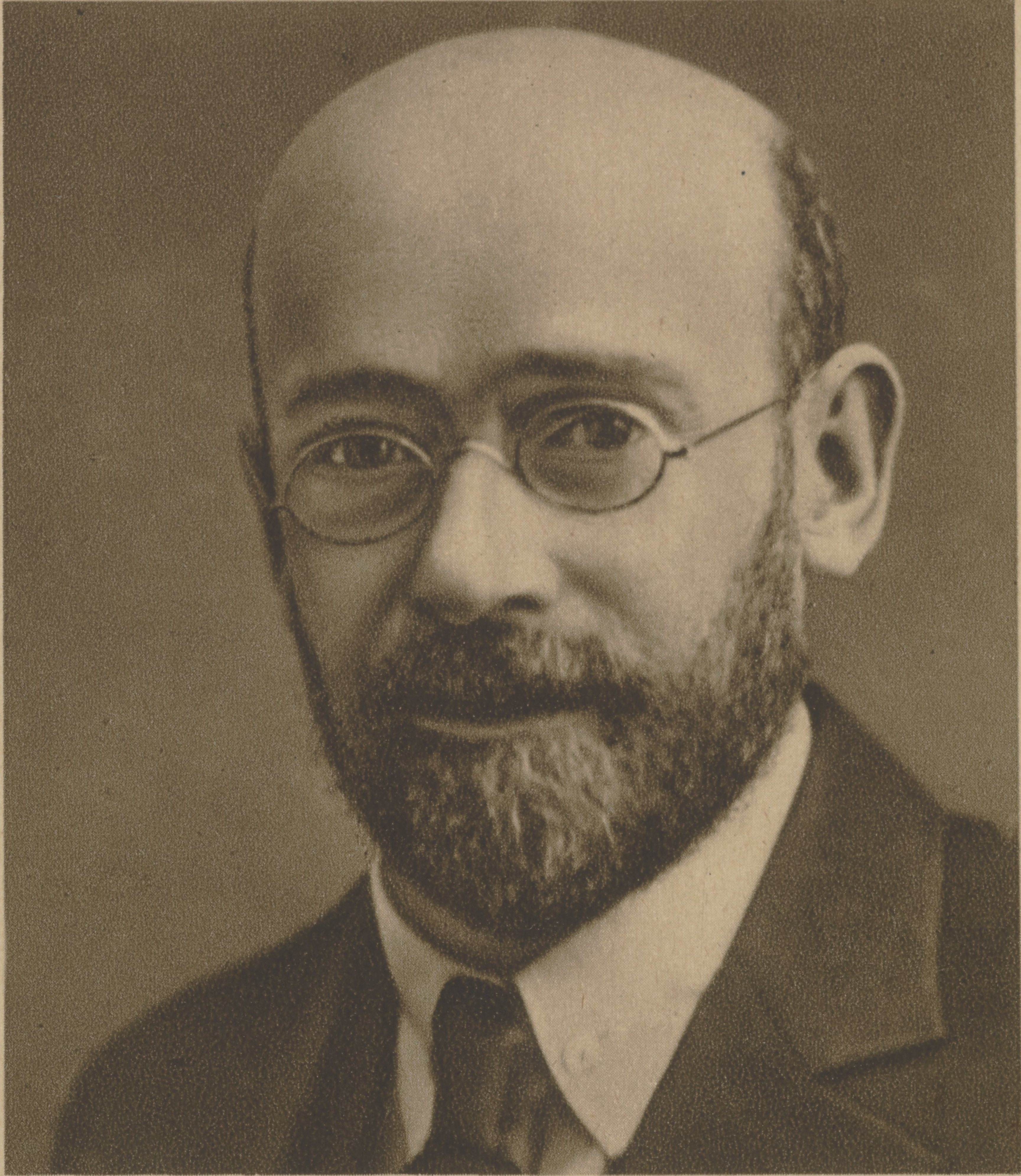
Janusz Korczak (um 1930)

Janusz Korczak, eigentlich Henryk Goldszmit (* 22. Juli 1878 oder 1879 in Warschau; † nach dem 5. August 1942 vermutlich am 6. oder 7. August im deutschen Vernichtungslager Treblinka, amtliches Todesdatum 7. August 1942), war ein polnischer Militär- und Kinderarzt sowie Kinderbuchautor und bedeutender Pädagoge jüdischer Abstammung. Bekannt wurde er vor allem durch seinen Einsatz für Kinder, insbesondere in einem jüdischen Waisenhaus. So begleitete er freiwillig die Kinder seines Waisenhauses bei der Deportation durch die deutschen Besatzer in ein Vernichtungslager, obwohl das auch für ihn selbst den Tod bedeutete.

## Leben

### Elternhaus und Schulzeit
Henryk Goldszmit wuchs als erstes Kind von Cecilia, geborene Gębicka, und Józef Goldszmit mit einer jüngeren Schwester Anna in Warschau auf.
Die wohlhabende Anwaltsfamilie Goldszmit galt als assimiliert und modern. Erst in Zeiten des wachsenden Antisemitismus begann Henryk, sich mit seiner jüdischen Abstammung zu beschäftigen.
Goldszmit absolvierte das achtklassige humanistische Gymnasium in Praga, wo er Latein, Deutsch, Französisch und Altgriechisch lernte. Die Unterrichtssprache war Russisch, da Warschau aufgrund der Teilungen Polens des 18. Jahrhunderts Bestandteil des Russischen Reichs war. 1896 verschlechterte sich mit der Erkrankung und dem Tod seines Vaters in einem Nervenkrankenhaus die finanzielle Situation der Familie dramatisch, so dass der junge Henryk mit Nachhilfestunden den Lebensunterhalt mitfinanzieren musste. Im selben Jahr gewann er als Gymnasiast einen Nachwuchspreis für seinen ersten Roman Der Gordische Knoten.

### Karriere
Goldszmit studierte von 1898 bis 1904 Medizin an der Kaiserlichen Universität Warschau und erhielt 1905 seine Approbation als Arzt. Er blieb aber nebenher schriftstellerisch tätig, so gewann er 1899 unter dem Pseudonym Janusz Korczak mit einem Drama einen literarischen Wettbewerb. Eigentlich Janasz Korczak – nach der Titelfigur von Kraszewskis Roman Janasz Korczak und die schöne Schwertfegerin –, wurde der Name durch einen Druckfehler zu Janusz Korczak, was Goldszmit dann beibehielt. 1901 erschien die Erzählung Kinder der Straße, in der er das erste Mal das Schicksal von Straßenkindern literarisch verarbeitete. Die ersten Romane machten ihn so bekannt, dass er zum Modearzt avancierte.
Nach seiner Promotion erhielt er eine Anstellung an einer Warschauer Kinderklinik (1904–1911). Seine Tätigkeit dort wurde 1904/1905 unterbrochen, als er im Russisch-Japanischen Krieg als Feldarzt dienen musste, sowie während zweier Auslandsaufenthalte zur Fortbildung (ein Jahr in Berlin sowie ein halbes Jahr in Paris).

### Engagement für Kinder

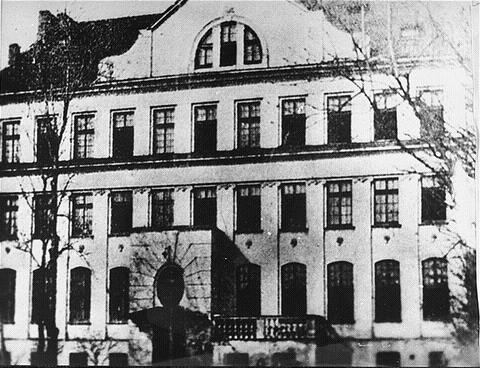
Korczaks Waisenhaus Dom Sierot in der Krochmalna Straße in Warschau, ca. 1935

Die zusätzlichen Einnahmen seiner schriftstellerischen Arbeiten sollten seinem ärztlichen und sozialen Engagement für arme und verwahrloste Kinder zugutekommen. Mehrfach fuhr er als unbezahlter Betreuer mit zu den Sommerkolonien – durch Spenden finanzierte Sommerferienlager für Kinder des städtischen Proletariats. Als er dann 1912 die Leitung eines nach seinen Plänen neu errichteten jüdischen Waisenhauses angeboten bekam, gab er den Arztberuf auf und sagte zu.
Das Dom Sierot (polnisch Waisenhaus) wurde sein Lebensinhalt. Getragen von der jüdischen Gesellschaft Hilfe für die Waisen, nahm das Haus jüdische Kinder bis zum Alter von 14 Jahren auf. Korczak erhielt den pädagogischen Spielraum, um seine auf prinzipiellen Kinderrechten fußenden Ideen umzusetzen und nach neuen Wegen zu suchen, beispielsweise bei der Umsetzung eines Kinderrepublik-Modells. Als er nach Ausbruch des Ersten Weltkriegs erneut als Divisionsarzt der russischen Armee einberufen wurde, führte seine Mitarbeiterin Stefania Wilczyńska (genannt Stefa) die Arbeit im Dom Sierot weiter. Aber Korczak blieb weiterhin pädagogisch tätig: Zum einen begann er mit Wie liebt man ein Kind sein wichtigstes pädagogisches Werk zu schreiben, zum anderen betreute er während seiner Stationierung bei Kiew mehrere Waisenhäuser, wobei er Maryna Falks kennenlernte, die dort ein Internat für polnische Kinder leitete.
Der darauffolgende Zeitabschnitt – nach der Rückkehr aus dem Krieg und der Normalisierung des täglichen Lebens im wieder zur Hauptstadt des eigenständigen polnischen Staates gewordenen Warschau – lässt sich als Korczaks Blütezeit bezeichnen. Neben seiner Tätigkeit am Dom Sierot übernahm er 1919, zusammen mit Maryna Falska, auch die Leitung des Waisenhauses Nasz Dom (Unser Haus), das, zuerst in Pruszków bei Warschau untergebracht, 1928 in den Warschauer Villenvorort Bielany umziehen konnte. Diesem war zwei Jahre lang auch eine Alternativschule angegliedert. Außerdem war er am Institut für Sonderpädagogik als Dozent tätig, ab 1926 als Sachverständiger für Erziehungsfragen beim Bezirksgericht sowie 1926 bis 1930 als Redakteur der Kinderzeitung Mały Przegląd (Kleine Rundschau). Im Jahr 1926 war er auch der Freimaurerloge Gwiazda Morza (unter der Obedienz Le Droit Humain) in Warschau beigetreten. Er schrieb zahlreiche Bücher, in denen er – weitaus häufiger in Kinderbüchern und Erzählungen als in pädagogischen Schriften – seine Erfahrungen und Ideen beschrieb. Schließlich wurde er in den Jahren 1935/36 auch Mitarbeiter des polnischen Rundfunks, als er, allerdings nicht unter seinem Namen, sondern lediglich als „Alter Doktor“, vor dem Mikrofon mit Kindern und über Kinder plauderte.

### Tätigkeit im Warschauer Ghetto
Im Zusammenhang mit dem offenen Antisemitismus, der sich in der Gesellschaft ausbreitete, beschäftigte sich Korczak Mitte der 1930er Jahre mit dem Zionismus. Er reiste zweimal (1934 und 1936) nach Palästina und erwog die Emigration, die er letztlich aber verwarf.
Im September 1939 begann mit dem Überfall auf Polen in Europa der Zweite Weltkrieg. Entsprechend der antisemitischen Ideologie des Nationalsozialismus setzten damit eine massive Unterdrückung, Entrechtung und Verfolgung der Juden ein, die in der Vernichtung der jüdischen polnischen Bevölkerung, dem beispiellosen Völkermord an ihnen, mündete. Nach dem Befehl zur zwangsweisen sofortigen Umsiedlung der gesamten jüdischen Bevölkerung Warschaus in das Sammellager des Warschauer Ghettos im Oktober 1940 musste auch das Dom Sierot umziehen, da das Gebäude knapp außerhalb des vorgegebenen Stadtviertels lag. Trotz der unsäglichen Bedingungen in diesem Gefangenenlager fand Korczak in den letzten Monaten noch die Energie zu schriftlichen Notizen. Sein Pamiętnik, das gerettet werden konnte und 1958 von Igor Newerly erstmals veröffentlicht wurde, ist eine Mischung aus Lebenserinnerung, tagebuchartigen Beschreibungen der Gegenwart des Ghetto genannten Lagers sowie Zukunftsvisionen und Traumdeutungen.

### Deportation und Tod

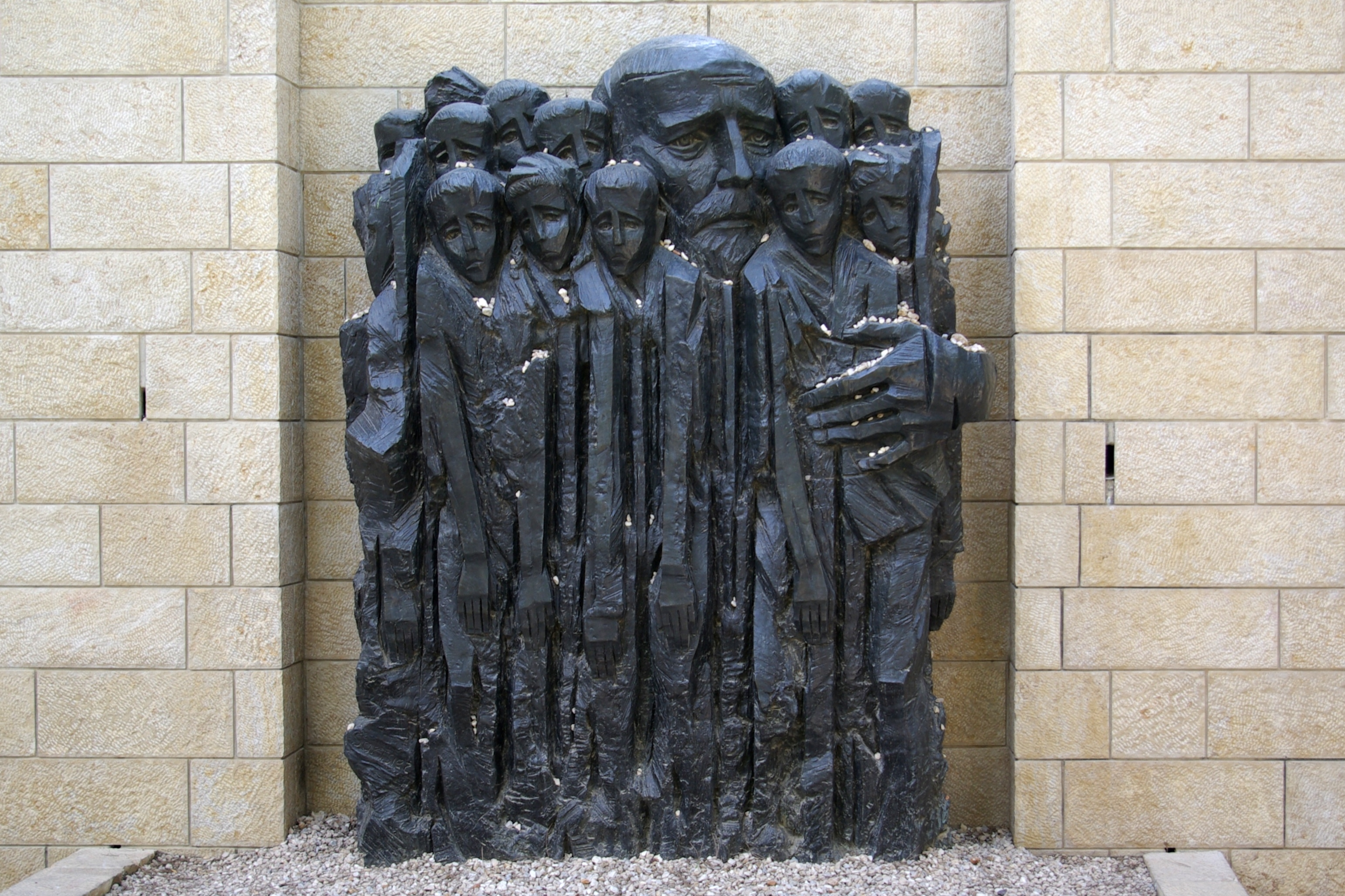
Skulptur „Korczak und die Kinder des Ghettos“ in Yad Vashem

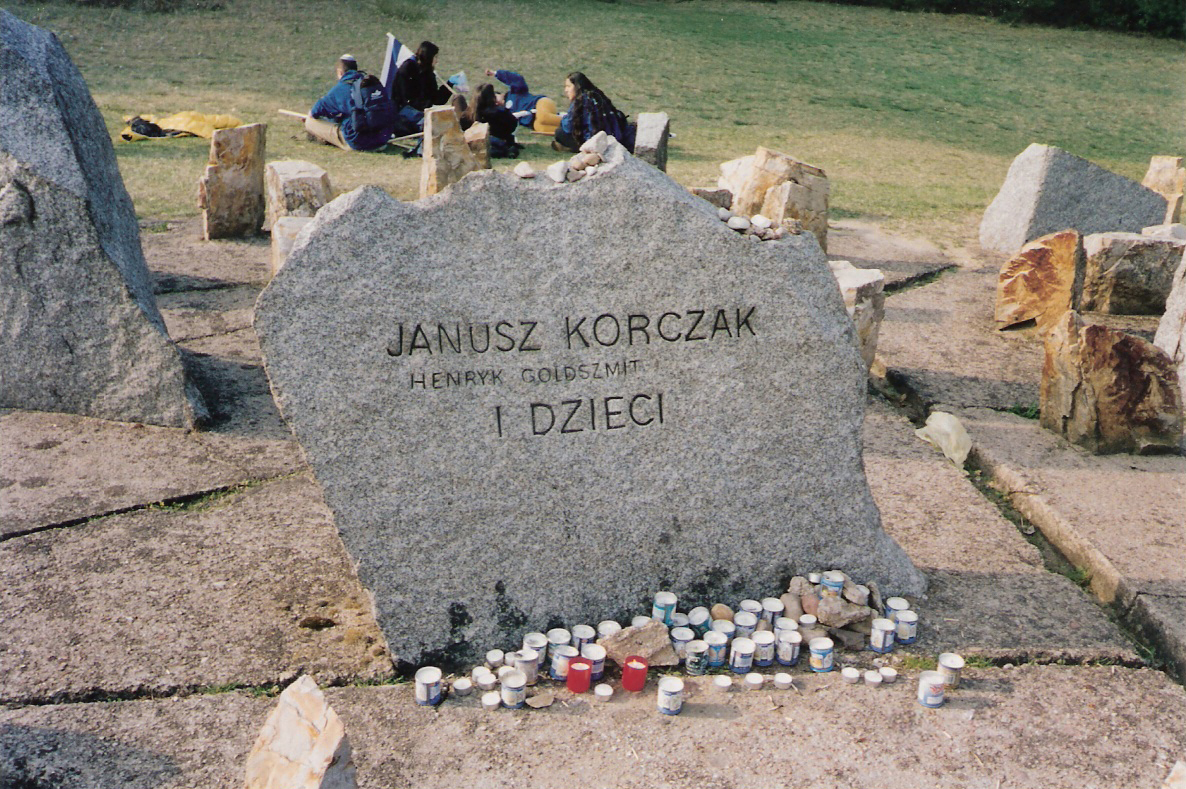
Gedenken in Treblinka

Im August 1942 wurden im Rahmen der Aktionen zur so genannten „Endlösung der Judenfrage“ die etwa 200 Kinder des Waisenhauses von der SS zur Deportation in das Vernichtungslager Treblinka abgeholt. Obwohl Korczak wusste, dass dies den Tod bedeutete, wollte er die Kinder nicht im Stich lassen und bestand ebenso wie seine Mitarbeiterin Stefania Wilczyńska darauf, mitzufahren. Der Komponist und Pianist Władysław Szpilman wurde Augenzeuge des Abtransports und beschreibt die Szene in seinen Memoiren:

„Eines Tages, um den 5. August […] wurde ich zufällig Zeuge des Abmarsches von Janusz Korczak und seinen Waisen aus dem Ghetto. Für jenen Morgen war die ‚Evakuierung‘ des jüdischen Waisenhauses, dessen Leiter Janusz Korczak war, befohlen worden; er selbst hatte die Möglichkeit, sich zu retten, und nur mit Mühe brachte er die Deutschen dazu, daß sie ihm erlaubten, die Kinder zu begleiten. Lange Jahre seines Lebens hatte er mit Kindern verbracht und auch jetzt, auf dem letzten Weg, wollte er sie nicht allein lassen. Er wollte es ihnen leichter machen. Sie würden aufs Land fahren, ein Grund zur Freude, erklärte er den Waisenkindern. Endlich könnten sie die abscheulichen, stickigen Mauern gegen Wiesen eintauschen, auf denen Blumen wüchsen, gegen Bäche, in denen man würde baden können, gegen Wälder, wo es so viele Beeren und Pilze gäbe. 
Er ordnete an, sich festtäglich zu kleiden und so hübsch herausgeputzt, in fröhlicher Stimmung, traten sie paarweise auf dem Hof an. Die kleine Kolonne führte ein SS-Mann an, der als Deutscher Kinder liebte, selbst solche, die er in Kürze ins Jenseits befördern würde. Besonders gefiel ihm ein zwölfjähriger Junge, ein Geiger, der sein Instrument unter dem Arm trug. Er befahl ihm, an die Spitze des Kinderzuges vorzutreten und zu spielen – und so setzen sie sich in Bewegung. Als ich ihnen an der Gęsia-Straße begegnete, sangen die Kinder, strahlend, im Chor, der kleine Musikant spielte ihnen auf und Korczak trug zwei der Kleinsten, die ebenfalls lächelten, auf dem Arm und erzählte ihnen etwas Lustiges. Bestimmt hat der ‚Alte Doktor‘ noch in der Gaskammer, als das Zyklon schon die kindlichen Kehlen würgte und in den Herzen der Waisen Angst an die Stelle von Freude und Hoffnung trat, mit letzter Anstrengung geflüstert: ‚Nichts, das ist nichts, Kinder‘ um wenigstens seinen kleinen Zöglingen den Schrecken des Übergangs vom Leben in den Tod zu ersparen.“

Sein genaues Todesdatum ist unbekannt. Korczaks Tagebuchaufzeichnungen enden mit dem 5. August 1942.
1954 wurde von einem polnischen Gericht als Todesdatum Korczaks der 9. Mai 1946 festgesetzt, ein Jahr nach Kriegsende. Dieses Datum wurde für alle während des Krieges Gestorbenen verwendet, deren genaues Todesdatum nicht feststeht. 2012 setzte das Bezirksgericht Lublin den 7. August 1942 als Todestag fest. Die Änderung wurde von der Fundacja Nowoczesna Polska (Stiftung Modernes Polen) beantragt, die die Werke Korczaks online frei verfügbar machen wollte. Durch die Änderung wurden die Werke Korczaks vier Jahre früher, 2012 statt 2016, gemeinfrei.

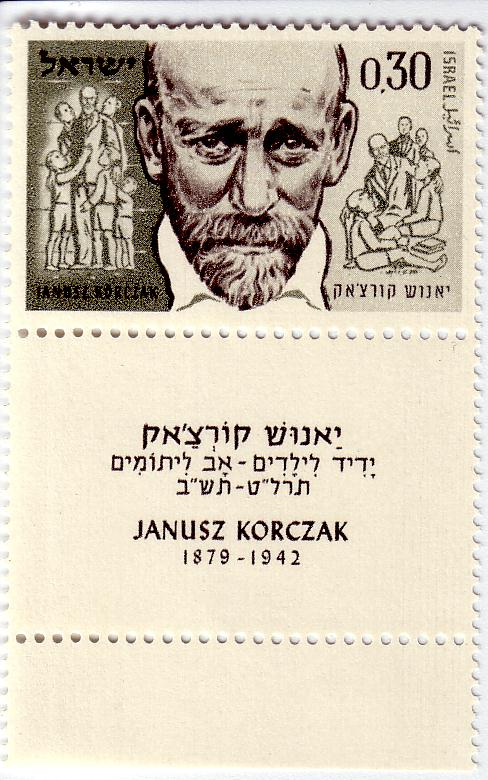
Janusz Korczak, israelische Briefmarke, 1962

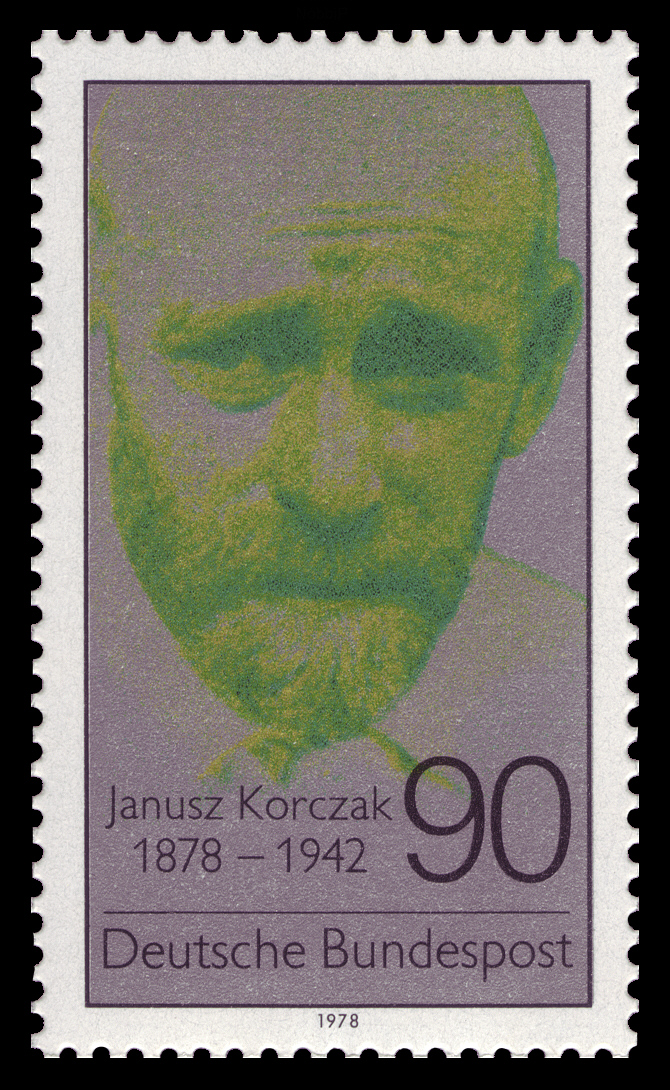
Briefmarke der Deutschen Bundespost (1978) zum 100. Geburtstag

## Nachleben und -wirkungen
- 1957 wurde Erwin Sylvanus’ Schauspiel Korczak und die Kinder uraufgeführt, das zu den meistgespielten deutschen Nachkriegsstücken zählt.
- 1963 gründete Schmuel Gogol, Auschwitz-Überlebender und vormaliger Waise unter Korczaks Obhut, das Children’s Harmonica Orchestra of Ramat Gan, Israel, auch um die musikpädagogische Arbeit Korczaks fortzusetzen.
- 1975 verfilmte der polnische Regisseur Aleksander Ford als deutsch-israelische Koproduktion unter dem Titel Sie sind frei, Dr. Korczak die Geschichte von Janusz Korczak mit Leo Genn in der Hauptrolle.
- 1980 wurde die Schule Bullenhuser Damm in Hamburg, an der im April 1945 20 Kinder, an denen Kurt Heißmeyer im KZ Neuengamme Menschenversuche ausgeübt hatte, und mindestens 28 Erwachsene ermordet worden waren, nach ihm benannt. Wenig später verübten Neonazis einen Anschlag auf das Gebäude.[13]
- 1988 entstand im DEFA Studio für Dokumentarfilme, Berlin, über Janusz Korczak ein biographischer Filmessay von Walther Petri und Konrad Weiß mit dem Titel Ich bin klein, aber wichtig.[14]
- 1990 verfilmte der polnische Regisseur Andrzej Wajda Korczaks Lebensgeschichte. Wojciech Pszoniak spielte in der deutsch-polnischen Koproduktion Korczak nach einem Drehbuch von Agnieszka Holland die Titelrolle.[15]
- 1995 erschien der Jugendroman Im Schatten der Mauer. Ein Roman um Janusz Korczak (Originaltitel: Shadow of the Wall) von Christa Laird.
- 1996 veröffentlichte Karlijn Stoffels den Jugendroman Mosje en Reizele (Mojsche und Rejsele), eine Liebesgeschichte in Korczaks Waisenhaus während der deutschen Besatzung.
- Anlässlich des Deutschen Evangelischen Kirchentags 1997 schrieb die Wülfrather Gruppe fünf brote und zwei fische ein „Tragical“ genanntes Musical mit dem Titel Im Schatten der Mauer, das auf dem Roman von Christa Laird basiert und die letzten drei Jahre des Kinderheims im Warschauer Ghetto darstellt.[16] Es wurde auch in Israel aufgeführt.
- Eine Gruppe von Jugendlichen und Erwachsenen der evangelisch-reformierten Kirchgemeinde Johannes in Bern schrieb im Jahr 2011 unter dem Titel Geranien im Ghetto – Janusz Korczak, ein Leben für Kinder ein Mundart-Theaterstück über das Leben von Korczak.[17]
- 2019 vertonte Philipp Ortmeier in seiner Motette Ich liebe die Menschen Texte von Janusz Korczak. Sie wurde am 24. Januar 2020 im Rahmen des Holocaust-Gedenkaktes des Bayerischen Landtags durch ein Auswahlensemble des Passauer Studentenchors unter der Leitung von Marius Schwemmer uraufgeführt.[18]

## Postume Ehrungen

### Darstellungen Korczaks in der bildenden Kunst
- Itzchak Belfer: Janusz Korczak mit den Kindern (2003, Denkmal, Bronze; Günzburg)[19]

- Stanislav Kulon (1930–2022): Janusz Korczak (1969, Dreifigurengruppe, Holz)[20]
- Boris Saktsier: Korczak und die Ghetto-Kinder (1978, Bronze; Yad Vashem)[21]
- Werner Schinko: Janusz Korczak (Holzschnitt, 1962/1963 auf der Fünften Deutsche Kunstausstellung in Dresden)[22]
- In Polen gibt es zahlreiche Denkmäler für Korczak, viele davon in Warschau, z. B. dasjenige auf dem Platz an der Nordseite des Kulturpalasts.

### Weitere Ehrungen
- Friedenspreis des Deutschen Buchhandels 1972[23][24]
- 1978 wurde die Internationale Korczak-Gesellschaft mit Sitz in Warschau gegründet.[25]
- Es gibt zahlreiche nationale Korczak-Gesellschaften. Im November 2021 nahmen an der Mitgliederversammlung der Internationalen Korczak Gesellschaft die nationalen Gesellschaften aus folgenden Ländern teil: Deutschland, Österreich, Polen, Frankreich, Niederlande, Ukraine, USA, Russland, Australien, Brasilien, Kanada, Israel, Sambia, Burundi und Tunesien.[26]
- Am 1. April 1980 wurde ein Asteroid nach ihm benannt: (2163) Korczak
- In Deutschland sind zahlreiche Schulen und Einrichtungen für Kinder nach Janusz Korczak benannt.[27]
- Im hannoverschen Ortsteil Bult trägt die zur traditionsreichen Kinderheilanstalt führende Allee seinen Namen.[28]
- Seit 2014 wird in Reutlingen ein neues Wohngebiet durch zwei Straßen erschlossen, die nach Janusz Korczak und Georg Elser benannt wurden.[29]
- In Wuppertal tragen seit 1990 ein Platz und eine Städtische Kindertagesstätte seinen Namen.
- Im Berliner Ortsteil Hellersdorf trägt seit dem 20. November 1995 eine neu angelegte Straße seinen Namen.[30]
- Im Bezirk Berlin-Pankow wurde eine Bibliothek nach Janusz Korczak benannt.[31] Sie befindet sich heute als Zweigstelle der Stadtbibliothek Pankow im Jüdischen Waisenhaus Berlin.
- In Luxemburg wird seit 1993 von der Stiftung Kannerschlass in Zolwer alle zwei Jahre der Prix Janusz Korczak vergeben, um Personen für außergewöhnliche Verdienste im Sozialbereich zu ehren.
- Gründung der Europäischen Janusz Korczak Akademie e. V. (EJKA) 2009 in München zur Förderung jüdischer Jugend- und Erwachsenenbildung sowie des interreligiösen Dialogs.
- Mehrere Preise wurden nach Janusz Korczak benannt.
- Von 1979 bis 1983 errichteten die DDR-Künstler Friedrich Stachat, Martin Stachat (* 1945) und Tilman Stachat (* 1964) zum Gedenken an Korczak im Kindergesundheitszentrum Warschau therapeutische Spielhöfe.

## Werke (Auswahl)

### Gesamtausgabe
- Janusz Korczaks Sämtliche Werke, erschienen zwischen 1996 und 2010 in deutscher Übersetzung im Gütersloher Verlagshaus, ediert von Friedhelm Beiner und Erich Dauzenroth, in 16 Bänden und einem Ergänzungsband (mit den Erinnerungen von Zeitzeugen), versehen mit zahlreichen biographischen und bibliographischen Angaben.

### Kinderbücher
- König Maciuś der Erste; poln. Erstausgabe Król Maciuś Pierwszy, 1923; dt. u. a. 1978 bei Gustav Kiepenheuer Verlag Leipzig und Weimar (Übersetzung Monika Heinker, Nachwort Günter Schulze)
- König Hänschen auf der einsamen Insel (poln. Erstausgabe Król Maciuś na wyspie bezludnej, 1923)
- Wenn ich wieder klein bin (poln. Erstausgabe Kiedy znów będę mały, 1925)
- Jack handelt für alle (Der Bankrott des kleinen Jacks, 1924)

### Pädagogische Schriften
- Wie man ein Kind lieben soll (erste deutsche Übersetzung von 1967 der polnischen Erstausgabe Jak kochać dziecko, 1919)
- Das Recht des Kindes auf Achtung (poln. Erstausgabe Prawo dziecka do szacunku, 1928)
- Die Regeln des Lebens (poln. Erstausgabe Prawidła życia, 1930)
- Fröhliche Pädagogik (poln. Erstausgabe Pedagogika żartobliwa, 1939)

### Kurzdarstellungen
Wie man ein Kind lieben soll (poln. Erstausgabe Jak kochać dziecko von 1919), Korczaks wichtigstes pädagogisches Werk, besteht aus vier Teilen. Der erste Teil begleitet das Kind und dessen Erziehung von der Geburt bis zur Pubertät. Korczak beobachtet, beschreibt und formuliert jeweils seine Ansichten.
„Es geht mir darum, daß man begreift: kein Buch und kein Arzt können das eigene wache Denken, die eigene sorgfältige Betrachtung ersetzen.“
Der zweite Teil, Das Internat, wendet sich an junge Erzieher: Korczak berichtet über seine Erfahrungen in der Erziehungsarbeit. Auch hier betont er die Beachtung der Individualität und Eigenpersönlichkeit sowohl des Erziehers:
„Habe Mut zu dir selbst, und such deinen eigenen Weg.“
als auch des Kindes:
„Es ist einer der bösartigsten Fehler anzunehmen, die Pädagogik sei die Wissenschaft vom Kind – und nicht zuerst die Wissenschaft vom Menschen.“
Im dritten Teil, Sommerkolonien, berichtet Korczak über seine ersten (ernüchternden) erzieherischen Erfahrungen in den Sommerkolonien.
Der vierte Teil, Das Waisenhaus, schließlich behandelt im Waisenhaus konkret umgesetzte pädagogische Ideen wie Einrichtungen der Selbstverwaltung.
König Hänschen der Erste bzw. König Maciuś der Erste (poln. Erstausgabe Król Maciuś Pierwszy 1923) ist das bekannteste Buch Korczaks und gleichermaßen für Kinder wie für Erwachsene geeignet. Als Hänschen/Maciuś, ein zehnjähriger Junge, nach dem Tod seines Vaters zum König wird, nimmt er den Titel eines „König-Reformators“ an, der Demokratie für das ganze Staatsvolk, also auch für die Kinder, einführt. Die Geschichte spielt dann ebenso witzig wie ernsthaft den Gedanken eines Kinderparlaments durch, das sich erfinderisch und lernfähig zeigt, dazu die eigenen Regeln immer wieder reformiert, sich aber auch mit feindlicher Beeinflussung und den Fragen von innerem und äußerem Frieden auseinandersetzen muss. Im ersten Band scheitert das Parlament, König Hänschen verliert den Krieg gegen den Feind und wird von den Siegern in die Verbannung geschickt, hat aber auch wertvolle Verbündete gewonnen.
In der Fortsetzung König Hänschen auf der einsamen Insel (in König Maciuś der Erste als zweiter Teil enthalten) (poln. Erstausgabe Król Maciuś na wyspie bezludnej 1923) denkt Hänschen viel über das Leben nach und über die Fehler, die er begangen hat. Er flieht von der Insel und kehrt nach einer langen Odyssee in seine Hauptstadt zurück, wo er abdankt, um als Normalsterblicher zu arbeiten und zu lernen.
Das Buch ist auch als detailreiche Illustration der reformpädagogischen Ansätze Korczaks für die Waisenhaus-Selbstverwaltung lesbar.
Wenn ich wieder klein bin (poln. Erstausgabe Kiedy znów będę mały 1925) ist eine Erzählung in Ich-Form. Der Erzähler ist zu Beginn ein Erwachsener, ein Lehrer, der sich in die sorglose, unbeschwerte Kindheit zurückwünscht – unter einer Bedingung:
„Wenn ich wieder ein Kind wäre, würde ich gern alles im Gedächtnis behalten, alles wissen und können, was ich jetzt weiß und kann. Und, dass niemand merkt, dass ich schon groß war.“
Dieser Wunsch wird ihm durch einen Zwerg erfüllt und es beginnt die Binnenhandlung. Der Leser begleitet den Jungen durch sein Leben, er erfährt von seinen schönen und schlimmen Erlebnissen und von seinen Sorgen und Problemen, die ihn immer wieder vom Schulstoff ablenken. Man erlebt die Oberflächlichkeit und Ungerechtigkeit der Erwachsenen im Umgang mit Kindern mit.
Das Vorwort an den erwachsenen Leser lautet:
Ihr sagt:

„Der Umgang mit Kindern ermüdet uns.“

Ihr habt recht.

Ihr sagt:

„Denn wir müssen zu ihrer Begriffswelt hinuntersteigen.

Hinuntersteigen, uns herabneigen, beugen, kleiner machen.“

Ihr irrt euch.

Nicht das ermüdet uns. Sondern – dass wir zu ihren Gefühlen emporklimmen müssen. Emporklimmen, uns ausstrecken, auf die Zehenspitzen stellen, hinlangen.

Um nicht zu verletzen.
In Korczaks Werk Wie man ein Kind lieben soll aus dem Jahr 1919 formulierte er drei grundlegende Rechte für Kinder:
„Ich fordere die Magna Charta Libertatis, als ein Grundgesetz für das Kind. Vielleicht gibt es noch andere – aber diese drei Grundrechte habe ich herausgefunden:
1. Das Recht des Kindes auf seinen Tod.
2. Das Recht des Kindes auf den heutigen Tag.
3. Das Recht des Kindes, so zu sein, wie es ist.“[40]

In einer weiteren Schrift aus dem Jahr 1929 formulierte er ein viertes Recht, das als Basis die ersten drei Rechte in sich zusammenfasst: 4. Das Recht des Kindes auf Achtung.
Das auf den ersten Blick befremdlich erscheinende Recht des Kindes auf seinen eigenen Tod wird erst verständlicher, wenn man es als Kritik gegen eine von Angst beherrschte Erziehungsatmosphäre liest. Korczak kritisiert eine Erziehung, die durch Überversorgung und Dauerbehütung das Kind davon zurückhält, selbstständige Erfahrungen zu machen: „Du musst eben den Mut aufbringen, ein bisschen Angst um sein Leben auf dich zu nehmen“. Dabei verbindet er zwei verknüpfte Forderungen: Die Erwachsenen müssen sich vor unnötiger Bevormundung, Drohungspraktiken und Misstrauen fernhalten und dem Kind Handlungsfähigkeit zugestehen, indem das Kind Entscheidungswille und Verantwortung übernehmen kann.
Mit dem „Recht des Kindes auf den heutigen Tag“ spricht sich Korczak gegen zukunftsorientierte Erziehungsvorstellungen aus: „Um der Zukunft willen wird gering geachtet, was es, das Kind, heute erfreut, traurig macht, in Erstaunen bringt, ärgert und interessiert. Für dieses Morgen, das es weder versteht noch zu verstehen braucht, betrügt man es um viele Lebensjahre“.
Mit dem „Recht des Kindes, so zu sein, wie es ist“ meint Korczak, dass Kinder nicht nach Belieben umerzogen werden können und ein unveränderliches Wesen haben, das auch durch Erziehungsmaßnahmen nicht von heute auf morgen verändert werden kann: „Du kannst ein lebhaftes, aggressives Kind nicht dazu zwingen, gesetzt und leise zu sein; ein misstrauisches und verschlossenes wird nicht offen und redselig werden, ein ehrgeiziges und widerspenstiges nicht sanft und nachgiebig“.
Das Recht des Kindes auf Achtung (poln. Erstausgabe Prawo dziecka do szacunku 1928) ist die Zusammenfassung einer Vortragsreihe Korczaks und lässt sich als Streitschrift charakterisieren, in der er sich zum Anwalt des Kindes macht. Er schildert die Kindheit als eine Phase der Rechtlosigkeit, der Ungerechtigkeiten und der Abhängigkeiten, um dann vehement grundsätzliche Rechte für das Kind einzufordern (ein Gedanke, der bereits in Wie man ein Kind lieben soll auftaucht und hier weiterentwickelt wird). Er formuliert das Recht auf Achtung der Kindheit als vollwertigen Lebensabschnitt und konkretisiert das in verschiedenen Einzelrechten wie
Achtung der Unwissenheit des Kindes
Achtung der Wissbegierde des Kindes
Achtung der Misserfolge und Tränen des Kindes
Achtung des Eigentums des Kindes
sowie das Recht des Kindes, so zu sein, wie es ist.
Die Regeln des Lebens (poln. Erstausgabe Prawidła życia 1930) hat den Untertitel Eine Anleitung zur Erziehung für junge Menschen und für Erwachsene. Den Grundgedanken des Buches beschreibt Korczak zu Beginn selbst:
„[…] eines Tages ein Bub bemerkte:
Wir haben viel Kummer, weil wir die Regeln des Lebens nicht kennen. Manchmal erklären die Erwachsenen einem etwas in aller Ruhe, aber oft sind sie unwillig.
[…]
Ich nahm ein Blatt Papier und schrieb mir auf:
‚Die Regeln des Lebens‘.
[…]
Der Bub hat recht – das ist es.
Und ich entwarf einen Plan.
Über das Leben daheim will ich schreiben, über die Eltern, die Brüder und Schwestern, über Freuden und Leiden daheim.
Dann über die Straße.
Dann über die Schule.“
Fröhliche Pädagogik (poln. Erstausgabe Pedagogika żartobliwa 1939) sammelt die pädagogischen Radioplaudereien des „Alten Doktors“, die der Polnische Rundfunk Mitte der 1930er Jahre ausgestrahlt hatte. In jedem Kapitel erzählt Korczak Begebenheiten aus dem kindlichen Leben zu einem bestimmten Thema und formuliert zum Schluss eine Art pädagogische Conclusio.

## Bibliographie
- Rainer Pörzgen: Janusz Korczak. Bibliographie. K.G. Saur, München 1982, ISBN 3-598-10447-2.
- Friedhelm Beiner: Janusz Korczak. Bibliographie. Deutsche Korczak-Gesellschaft. (Online)

## Sekundärliteratur
- Friedhelm Beiner: Was Kindern zusteht. Janusz Korczaks Pädagogik der Achtung. Inhalt –Methoden – Chancen. Gütersloher Verlagshaus, Gütersloh 2008, 4. Aufl. 2020, ISBN 978-3-579-08041-3.
- Friedhelm Beiner: Janusz Korczak – Themen seines Lebens. Eine Werkbiographie. Sonderausgabe Gütersloher Verlagshaus, Gütersloh 2023, ISBN 978-3-579-06540-3.
- Friedhelm Beiner: Korczaks demokratische Erziehungsreform: Partizipation, Konstitution, Achtung. Versuch einer werkbiographischen Rekonstruktion. In: Pädagogische Rundschau 1/2022, S. 77–101, ISSN 0030-9273 (PDF, 177 KB auf ingentaconnect.com).
- Susanne Brandt: Gedankenflüge ohne Illusion. Janusz Korczak als Impulsgeber für die dialogische Begegnung mit Kindern (= Schriftenreihe des Zentrums für Literatur. Band 10). Mit einem Beitrag von Michael Kirchner. Phantastische Bibliothek, Wetzlar 2010, DNB 1007601353.
- Irène Cohen-Janca, Maurizio A.C. Quarello (Illustrator): Die letzte Reise. Doktor Korczak und seine Kinder (Originaltitel: L’ ultimo viaggio, il dottor Korczak e i suoi bambini, übersetzt von Edmund Jacoby). Verlagshaus Jacoby & Stuart, Berlin 2015, ISBN 978-3-942787-55-0.
- Erich Dauzenroth, Adolf Hampel (Hrsg.): Wer war Janusz Korczak. 8 Vorträge und ein Feature. Justus-Liebig-Universität Gießen, Gießen 1975 (Digitalisat).
- Erich Dauzenroth: Ein Leben für Kinder. Janusz Korczak (= Gütersloher Taschenbücher. Band 1042). 5., neubearbeitete Auflage, Gütersloher Verlagshaus, Gütersloh 2002, ISBN 3-579-01042-5.
- Barbara Engemann-Reinhardt: Mein Weg mit Korczak – Erfahrungen einer Sammlerin. In: Irmgard Siebert (Hrsg.): Bibliothek und Forschung: die Bedeutung von Sammlungen für die Wissenschaft. Klostermann, Frankfurt am Main 2011, ISBN 978-3-465-03685-2, S. 11–28.
- Rosemarie Godel-Gaßner, Sabine Krehl (Hrsg.): Kinder sind auch (nur) Menschen. Janusz Korczak und seine Pädagogik der Achtung. Eine Einführung. IKS Garamond, Jena 2011, ISBN 978-3-941854-60-4.
- Lorenz Peter Johannsen: Janusz Korczak. Kinderarzt (= Jüdische Miniaturen. Band 174). Hentrich & Hentrich, Berlin 2015, ISBN 978-3-95565-110-7.
- Janusz Korczak: Tagebuch aus dem Warschauer Ghetto 1942. Vandenhoeck & Ruprecht, Göttingen 1996, ISBN 3-525-33579-2.
- Ferdinand Klein: Janusz Korczak. Sein Leben für Kinder – sein Beitrag für die Heilpädagogik. (1. Aufl. 1996), 2. Aufl., Klinkhardt, Bad Heilbrunn 1997, ISBN 3-7815-0814-5.
- Ferdinand Klein: Mit Janusz Korczak Inklusion gestalten. Vandenhoeck & Ruprecht, Göttingen 2018, ISBN 978-3-525-71143-9.
- Friedrich Koch: Der Aufbruch der Pädagogik. Welten im Kopf: Bettelheim, Freinet, Geheeb, Korczak, Montessori, Neill, Petersen, Zulliger (= Rotbuch-Taschenbuch. 1090). Hamburg 2000, ISBN 3-434-53026-6.
- Friedrich Koch: Drei Gründe, sich mit Korczak zu befassen. In: Pädagogik, 1991, Nr. 10, S. 53 ff.
- Betty Jean Lifton: Der König der Kinder. Das Leben von Janusz Korczak. (New York 1988) Aus dem Amerikanischen von Annegrete Lösch. Klett-Cotta, Stuttgart 1990, ISBN 3-608-95678-6; Taschenbuchausgabe: Heyne, München 1995, ISBN 3-453-08768-2.
- Hanna Mortkowicz-Olczakowa: Janusz Korczak, Arzt und Pädagoge. Pustet, München / Salzburg 1973, DNB 750177640.
- Anne Oommen-Halbach, Thorsten Halling: Transformation von Gedächtnis zwischen wissenschaftlicher Rezeption und Popularisierung: Die posthume Verleihung des Friedenspreises des Deutschen Buchhandels an Janusz Korczak. In: Berichte zur Wissenschaftsgeschichte – History of Science and Humanities. Bd. 47 (2024), Heft 1–2, S. 46–76 (https://doi.org/10.1002/bewi.202300022).
- Wolfgang Pelzer: Janusz Korczak. Rowohlt, Reinbek bei Hamburg 1987, 9. Aufl. 2004, ISBN 3-499-50362-X.
- Monika Pelz: Nicht mich will ich retten! – Die Lebensgeschichte des Janusz Korczak, Weinheim, Beltz 1998, ISBN 978-3-407-78902-0.

## Filme
- Die Steine weinten – Über Leben und Tod des Janusz Korczak. Dokumentarfilm, Deutschland, 2008, 15 Min., Buch und Regie: Franz Deubzer, Produktion: Argus Film, Bayerischer Rundfunk, Erstsendung: 22. Juli 2008 in BR-alpha[47]
- Korczak. Biografiedrama, Polen, Bundesrepublik Deutschland, Großbritannien, 1990, 112 Min., Buch: Agnieszka Holland, Regie: Andrzej Wajda, Kamera: Robby Müller, Musik: Wojciech Kilar, Produktion: Perspektywa, Regina Ziegler Filmproduktion, Telmar, Erato, ZDF, BBC[48]
- L’adieu aux enfants. TV-Film, 1982, 91 Min., Buch: Alain Buhler, Regie: Claude Couderc[49][50]
- Janusz Korczak – Ein Leben für die Kinder. Dokumentarfilm, Polen, 1978, 15 Min., Regie: Leszek Skrzydlo, Produktion: Studio für populärwissenschaftliche Filme, Warschau[51]
- Sie sind frei, Dr. Korczak. Literaturverfilmung, BR Deutschland, Israel, 1975, 99 Min., Buch: Joseph Gross, Regie: Aleksander Ford, Produktion: Artur Brauner / CCC Filmkunst, ZDF, Bar Kochba[52]
- Król Maciuś I (König Maciuś der Erste). Spielfilm, 1957, 89 Min., Buch: Igor Newerly und Wanda Jakubowska nach dem Roman von Janusz Korczak, Regie: Wanda Jakubowska, Hauptrolle: Juliusz Wyrzykowski[53]